# Zeta viticifolii
Zeta viticifolii är en svampart som beskrevs av Bat. & R. Garnier 1961. Zeta viticifolii ingår i släktet Zeta, och familjen Pseudoperisporiaceae. Inga underarter finns listade i Catalogue of Life.